# The Life and Death of Peter Sellers
The Life and Death of Peter Sellers (en español, Llámame Peter) es una película  del 2004 dirigida por Stephen Hopkins y protagonizada por Geoffrey Rush, la cual narra la trayectoria profesional del cómico británico Peter Sellers desde sus comienzos como comentarista de radio en la BBC hasta llegar a ser uno de los actores más populares del mundo.

## Sinopsis
Impulsado por una madre posesiva (Miriam Margolyes), Peter Sellers (Geoffrey Rush) siempre luchó por conciliar su relación con las mujeres, su popularidad y sus muchas personalidades. Nunca se mostró seguro de sí mismo, a pesar de sus numerosos matrimonios, sus alabanzas por parte de la crítica y sus éxitos profesionales. Peter Sellers, en realidad, tenía una vida tormentosa, y llegó a confesar: 

Odio todo lo que hago.

## Reparto
| Actor            | Personaje        | Rol                                                         |
| ---------------- | ---------------- | ----------------------------------------------------------- |
| Geoffrey Rush    | Peter Sellers    | Actor.                                                      |
| Emily Watson     | Anne Sellers     | Primera mujer del actor.                                    |
| Charlize Theron  | Britt Ekland     | Segunda mujer del actor.                                    |
| John Lithgow     | Blake Edwards    | Director de cine.                                           |
| Miriam Margolyes | Peg Sellers      | Madre del actor.                                            |
| Stanley Tucci    | Stanley Kubrick  | Director de cine.                                           |
| Stephen Fry      | Maurice Woodruff | Astrólogo amigo del actor.                                  |
| Sonia Aquino     | Sophia Loren     | Famosa actriz italiana con la que Sellers tiene un romance. |
| Emilia Fox       | Lynne Frederick  | Cuarta y última mujer del actor.                            |

## Premios

### Globos de Oro
| Año  | Categoría                                               | Película                    | Resultado |
| ---- | ------------------------------------------------------- | --------------------------- | --------- |
| 2005 | Mejor miniserie o telefilme                             | Mejor miniserie o telefilme | Ganadores |
| 2005 | Mejor actor de Miniserie o telefilme                    | Geoffrey Rush               | Ganador   |
| 2005 | Mejor actriz de reparto de serie, miniserie o telefilme | Charlize Theron             | Nominada  |
| 2005 | Mejor actriz de reparto de serie, miniserie o telefilme | Emily Watson                | Nominada  |

### Emmy
| Año  | Categoría                                               | Película                             | Resultado |
| ---- | ------------------------------------------------------- | ------------------------------------ | --------- |
| 2005 | Mejor telefilme                                         | Mejor telefilme                      | Nominados |
| 2005 | Mejor actor - Miniserie o telefilme                     | Geoffrey Rush                        | Ganador   |
| 2005 | Mejor actriz de reparto de serie, miniserie o telefilme | Charlize Theron                      | Nominada  |
| 2005 | Mejor actriz de reparto de serie, miniserie o telefilme | Emily Watson                         | Nominada  |
| 2005 | Mejor guion para una serie, miniserie o telefilme       | Christopher Markus y Stephen McFeely | Ganadores |

### SAG
| Año  | Categoría                            | Película      | Resultado |
| ---- | ------------------------------------ | ------------- | --------- |
| 2005 | Mejor actor de miniserie o telefilme | Geoffrey Rush | Ganador   |